# Sudan Południowy na Mistrzostwach Świata w Lekkoatletyce 2017
Sudan Południowy na Mistrzostwach Świata w Lekkoatletyce 2017 – reprezentacja Sudanu Południowego podczas Mistrzostw Świata w Londynie liczyła 1 zawodnika, który nie zdobył medalu.

## Rezultaty
| Zawodnik     | Konkurencja         | Eliminacje  | Eliminacje | Finał    | Finał   |
| Zawodnik     | Konkurencja         | Rezultat    | Pozycja    | Rezultat | Pozycja |
| ------------ | ------------------- | ----------- | ---------- | -------- | ------- |
| David Kulang | Bieg na 5000 metrów | 14:53,19 SB | 38.        | NQ       | NQ      |